# Jens Hacker
Jens Hacker (* 17. Juli 1933 in Kiel; † 17. Januar 2000 in Köln) war ein deutscher Politologe.

## Leben
Hacker studierte Rechts- und Politikwissenschaften an der Universität München, der Universität Kiel und der Universität zu Köln und wurde 1973 in Köln mit der Dissertation Der Rechtsstatus Deutschlands aus der Sicht der DDR zum Dr. jur. promoviert. Seit 1965 war er am Institut für Ostrecht tätig und seit 1975 Lehrbeauftragter am Forschungsinstitut für Politische Wissenschaft und Europäische Fragen der Universität zu Köln. 
Hacker habilitierte sich 1980 in Köln mit der Schrift Der Ostblock. Entstehung, Entwicklung und Struktur 1939–1980 und lehrte anschließend bis zu seiner Emeritierung im Jahr 1998 als Professor Politische Wissenschaft mit dem Schwerpunkt Internationale Politik an der Universität Regensburg.
Seine Spezialgebiete waren Völkerrecht und Außenpolitik; Integrationsprobleme des Ostblocks; rechtliche und politische Aspekte der Deutschland-Frage (einschließlich Berlins).

## Schriften (Auswahl)
- mit Boris Meissner: Die Nation in östlicher Sicht. Berlin 1977, ISBN 3-512-00466-0.
- Deutsche unter sich. Politik mit dem Grundvertrag. Stuttgart-Degerloch 1977, ISBN 3-512-00466-0.
- Der Ostblock. Entstehung, Entwicklung und Struktur 1939 - 1980. Nomos, Baden-Baden 1985, ISBN 3-7890-1067-7.
- Deutsche Irrtümer. Schönfärber und Helfershelfer der SED-Diktatur im Westen. Berlin 1994, ISBN 3-548-33183-1.
- Integration und Verantwortung. Deutschland als europäischer Sicherheitspartner. Bonn 1995, ISBN 3-416-02516-4.